# Ciclismo en el País Vasco
El ciclismo vasco cuenta con unos numerosos corredores, equipos y pruebas ciclistas. Tiene una de las mejores canteras del mundo, prueba de ello la gran cantidad de ciclistas que han salido de sus carreteras. Entre otros, el madrileño Alberto Contador, el cántabro Óscar Freire o Joaquim Rodríguez pasaron su temporada amateur en el País Vasco, así como Samuel Sánchez que actualmente corre en el BMC Racing.

## Historia
La primera carrera ciclista disputada en el País Vasco se celebró el 13 de julio de 1887 en San Sebastián, alrededor del Casino (actual Ayuntamiento) en Alderdi Eder.
El 19 de mayo de 1907 se celebró en Bilbao el Campeonato de España de Ciclismo en Ruta. En 1910 Vicente Blanco, el Cojo, se convirtió en el primer ciclista vasco en participar en el Tour de Francia; Blanco llegó a París un día antes de que empezara la prueba, tras recorrer en bicicleta los más de 1000 kilómetros que separan Bilbao de la capital francesa, retirándose en la primera etapa.
En aquella época varios equipos de fútbol sacaron equipos ciclistas homónimos, como la Real Sociedad (originariamente Club Ciclista de San Sebastián), el Athletic Club y el Real Unión. En Navarra se produjo un fenómeno similar con Osasuna.
El ganador de una carrera obtenía entonces 1,25 pesetas por cada kilómetro de la prueba; sus compañeros obtenían también un premio.
En 1924 se disputó por primera vez la Vuelta al País Vasco, de la mano del diario Excelsior, como Gran Premio Excelsior. Los ciclistas vascos más destacados del momento eran Segundo Barruetabeña (un destacado bajador), Cesareo Sarduy y José Luis Miner.
El 10 de septiembre de 2011 entraba la Vuelta a España en tierras vascas después de 33 años con victoria de Igor Antón en Bilbao. Al día siguiente pasa por Éibar (ciudad donde se puso la primera semilla de la Vuelta con el G.P. República) con final en Vitoria en el penúltimo día de la prueba antes de llegar a Madrid.

## Pruebas ciclistas

### Ruta

#### UCI ProTour
- Vuelta al País Vasco
- Clásica de San Sebastián

#### Circuito Continental
- Clásica de Primavera
- Clásica de Ordizia
- Circuito de Guecho

### Ciclocrós

#### Categoría C2.
- Ciclocross de Igorre
- Trofeo Ayuntamiento de Muskiz
- Cyclo-cross de Karrantza
- Ciclocross de Asteasu
- Gran Premio Ayuntamiento de Ispáster

### Féminas
- Emakumeen Bira
- Durango-Durango Emakumeen Saria

## Equipos

### Masculinos en ruta

#### Profesionales
- Murias Taldea (Continental)

#### Amateurs
- Belca-Oriako (Guipúzcoa)
- Bidelan-Kirolgi (Guipúzcoa)
- Bruesa (Guipúzcoa)
- Cafés Baqué (Vizcaya) -también fue profesional durante las temporadas 2003-2004-
- Debabarrena (Guipúzcoa)
- Fullgas Nutrition.net (Guipúzcoa)
- Infisport-Arabaeus (Álava)
- Koplad-Uni2 (Vizcaya)
- EDP (Álava)
- Opel Ibaigane (Vizcaya)
- Seguros Bilbao (Vizcaya)

### Femeninos en ruta
- Bizkaia-Durango (Vizcaya)
- Lointek (Vizcaya)

### Otras disciplinas
- Cespa-Euskadi (pista)